# Hannu Tihinen
Hannu Tihinen (Keminmaa, 1 juli 1976) is een voormalig Fins voetballer. Hij speelde tussen 2002 en 2006 vier seizoenen bij RSC Anderlecht. Hij verzamelde 76 caps voor Finland.

## Carrière
Tihinen staat bekend als een sobere maar uiterst nuttige verdediger.
Hij is tevens Fins international en speelde van 2002 tot 2006 voor RSC Anderlecht. Deze club heeft hij aan het eind van het seizoen (2005/2006) verlaten. Hij begon zijn voetbalcarrière bij het Finse KuPS Kuopio. Na enkele jaren daar gevoetbald te hebben maakte hij de overstap naar HJK Helsinki, de meest succesvolle ploeg van Finland.
Tihinen speelde drie jaar bij HJK en trok daarna naar Viking Stavanger in Noorwegen. Hier werd hij een kleine periode uitgeleend aan West Ham United. Het daarop volgende seizoen maakte hij de overstap naar Brussel waar hij een van de sterkhouders van de verdediging was, naast Vincent Kompany. In 2006 trok de Finse verdediger naar Zwitserland om er bij FC Zürich te gaan spelen. Bij deze club had hij soortgelijke rol als bij RSC Anderlecht. In 2010 stopte hij met voetballen.
Tihinen heeft de UEFA-managmentopleiding Executive Master for International Players (MIP) gedaan.

## Interlandcarrière
Hij speelde 76 interlands voor de Finse nationale ploeg in de periode 1999-2009, en scoorde vijf keer voor zijn vaderland. Tihinen maakte zijn debuut op 5 juni 1999 tegen Turkije, en luisterde dat debuut op met een doelpunt.
| Interlanddoelpunten | Interlanddoelpunten | Interlanddoelpunten | Interlanddoelpunten    | Interlanddoelpunten | Interlanddoelpunten | Interlanddoelpunten | Interlanddoelpunten |
| #                   | Datum               | Locatie             | Wedstrijd              | Goal(s)             | Score               | Uitslag             | Wedstrijd           |
| ------------------- | ------------------- | ------------------- | ---------------------- | ------------------- | ------------------- | ------------------- | ------------------- |
| 1                   | 05/06/1999          | Helsinki            | Finland – Turkije      | 10'                 | 1 – 0               | 2 – 4               | EK-kwalificatie     |
| 2                   | 15/08/2001          | Helsinki            | Finland – België       | 79'                 | 4 – 1               | 4 – 1               | Oefeninterland      |
| 3                   | 12/10/2002          | Helsinki            | Finland – Azerbeidzjan | 59'                 | 2 – 0               | 3 – 0               | EK-kwalificatie     |
| 4                   | 07/09/2005          | Helsinki            | Finland – Macedonië    | 41'                 | 4 – 0               | 5 – 1               | WK-kwalificatie     |
| 5                   | 05/09/2009          | Lənkəran            | Azerbeidzjan – Finland | 74'                 | 1 – 1               | 1 – 2               | WK-kwalificatie     |

## Statistieken
| seizoen     | club             | land        | competitie        | wed. | goals |
| ----------- | ---------------- | ----------- | ----------------- | ---- | ----- |
| 1995        | KuPS Kuopio      | Finland     | Veikkausliiga     | 25   | 3     |
| 1996        | KuPS Kuopio      | Finland     | Veikkausliiga     | 23   | 7     |
| 1997        | HJK Helsinki     | Finland     | Veikkausliiga     | 25   | 2     |
| 1998        | HJK Helsinki     | Finland     | Veikkausliiga     | 13   | 2     |
| 1999        | HJK Helsinki     | Finland     | Veikkausliiga     | 27   | 4     |
| 2000        | Viking Stavanger | Noorwegen   | Eliteguiden       | 25   | 3     |
| 2000/01     | West Ham United  | Engeland    | Premier League    | 8    | 0     |
| 2001        | Viking Stavanger | Noorwegen   | Eliteguiden       | 26   | 1     |
| 2002        | Viking Stavanger | Noorwegen   | Eliteguiden       | 8    | 1     |
| 2002/03     | RSC Anderlecht   | België      | Jupiler League    | 24   | 3     |
| 2003/04     | RSC Anderlecht   | België      | Jupiler League    | 29   | 1     |
| 2004/05     | RSC Anderlecht   | België      | Jupiler League    | 19   | 4     |
| 2005/06     | RSC Anderlecht   | België      | Jupiler League    | 27   | 2     |
| 2006/07     | FC Zürich        | Zwitserland | Axpo Super League | 35   | 4     |
| 2007/08     | FC Zürich        | Zwitserland | Axpo Super League | 35   | 3     |
| 2008/09     | FC Zürich        | Zwitserland | Axpo Super League | 36   | 2     |
| 2009/10     | FC Zürich        | Zwitserland | Axpo Super League | 39   | 2     |
| Bijgewerkt: | 23-08-2010       |             | Totaal            | 356  | 42    |

## Erelijst
HJK Helsinki
- Suomen Cup

1998
 Viking FK
- Noorse beker

2001
 FC Zürich
- Landskampioen

2007, 2009
 RSC Anderlecht
- Landskampioen

2004, 2006